# La Ferté-Gaucher
La Ferté-Gaucher är en kommun i departementet Seine-et-Marne i regionen Île-de-France i norra Frankrike. Kommunen ligger i kantonen La Ferté-Gaucher som tillhör arrondissementet Provins. År 2022 hade La Ferté-Gaucher 4 762 invånare.

## Befolkningsutveckling
Antalet invånare i kommunen La Ferté-Gaucher
| Referens: INSEE |